# 2-Chlorobenzylidène malonitrile
Pour les articles homonymes, voir CS.
 (novembre 2017).
Le 2-chlorobenzylidène malonitrile ou gaz CS ou ortho-chloro-benzal malonitrile est un gaz lacrymogène de formule ClC6H4CH=C(CN)2. Un gaz lacrymogène est un composé chimique (souvent produit par une réaction de combustion), qui chez l'humain, produit immédiatement un larmoiement, une irritation de la peau et des muqueuses en général. Les gaz lacrymogènes correspondent à une grande variété de différents composés moléculaires, dont les effets peuvent aller d'un larmoiement modéré jusqu'à un état de prostration immédiat accompagné de signes digestifs, à type de nausées majeures, de vomissements incoercibles, des hémorragies internes, des œdèmes pulmonaires et détresses respiratoire graves (fatales pour les plus fragiles).

## Synthèse
Le gaz CS est préparé par une condensation de Knoevenagel entre le 2-chlorobenzaldéhyde et le malononitrile : 

Synthèse de gaz CS

## Utilisation
Le gaz CS a été utilisé lors des manifestations de Gênes en 2001 et il est très employé pour disperser les émeutes et autres troubles de l'ordre public. Il a notamment été déployé lors de la prise de la Grande Mosquée de La Mecque et lors de l'assaut contre du groupe religieux des « Davidiens » de David Koresh à Waco. D'après certaines analyses, le gaz CS serait à l'origine de l'incendie qui a ravagé la ferme où s'étaient repliés les Davidiens. Le CS est du malonitrile de chlorobenzylidène développé durant les années 1950 au Royaume-Uni par le Chemical Defence Experimental Establishment mais dont la composition chimique remonte à 1928. C'est à cette date que Ben Corson et Roger Stoughton inventent cette substance. Dès 1960, l'armée américaine l'intègre dans son arsenal pour remplacer le gaz CN, chimiquement moins stable et plus dangereux. Le CS se décline en plusieurs versions, le CS1 est une poudre enrobée de silicone qui peut perdurer sur le terrain durant plusieurs semaines. Le CS2 est résistant à l'eau.
Le gaz CS est souvent utilisé en conjonction avec de la capsaïcine (OC), il est alors plus connu sous le nom de « spray au poivre ». Le gaz CS et les sprays OC sont souvent utilisés par les forces de l'ordre pour disperser les émeutes et les manifestations.
Les forces de l'ordre et les militaires y recourent aussi lors des assauts (prise d'otages, terrorisme). 
L'usage de gaz CS par le FBI durant le siège de la secte des Davidiens près de Waco a été controversé.
Les membres des forces armées des États-Unis sont exposées au gaz CS durant leur entrainement. Ceci pour montrer l'importance du port correct d'un masque à gaz, l'exposition à l'agent révélant rapidement un port inadéquat ou une mauvaise adhérence du masque au visage. Il est parfois utilisé lors de formations de rappel ou d'exercices de maintenance des équipements.
Comme pour tous les agents anti-émeutes, leur usage comme arme de guerre est interdit par la Convention sur les armes chimiques.
Ceux-ci sont normalement délivrés sous forme de fumigènes ou par grenade.
Dans les cartouches et grenades utilitalc, des particules peuvent accentuer l'effet nocif du gaz et parfois provoquer des brûlures. Les effets à long terme du CS sont moins connus mais il résiste à la décontamination. Il faut éviter tout contact avec des objets ou de la nourriture ayant été contaminés par le gaz. Une solution alcaline[précision nécessaire] permet de procéder à la décontamination. Il faut noter que comme la plupart des gaz lacrymogènes, le gaz CS est dangereux en milieu clos. Si plusieurs grenades de CS sont lancées dans une pièce, la quantité de gaz est telle qu'elle pourrait entraîner la mort par asphyxie (présence de monoxyde de carbone, disparition de l'oxygène et incapacité massive des voies respiratoires).

## Effets sur l'organisme
Les voies respiratoires et le système digestif sont les premiers touchés en l'espace de 20 à 60 secondes. Dès l'exposition, on assiste à une activation intense des voies lacrymales, une irritation des voies respiratoires et des nausées accompagnées de vomissements selon la dose. La salivation est accentuée. À forte dose, il peut provoquer des hémorragies internes, des œdèmes pulmonaires et une détresse respiratoire qui peut être fatale. Le foie, le cerveau et les reins sont particulièrement vulnérables. Les substances produites lors de la dégradation du CS par le métabolisme comme le cyanure sont très toxiques. Les effets à long terme sont moins connus mais le CS peut induire des bronchites, de l'asthme, des maladies du foie et des reins ainsi que des troubles neurologiques comme l'épilepsie.
Les effets durent quelques heures et se dissipent une fois que la personne contaminée est placée dans un environnement sain avec de l'air frais.
Le gaz CS a été utilisé à Derry vers le Bogside pendant les émeutes. Les 13 et 14 août 1969, 1091 grenades de gaz, contenant individuellement 12,5 grammes de CS et 14 grenades de 50 grammes ont été utilisées dans une zone résidentielle dense. Le 30 août, l'enquête officielle d'Himsworth est lancée sur les effets médicaux du CS lors de cet usage. Ses conclusions, à replacer dans le contexte politique de l'époque, pointent la nécessité de mieux tester le gaz CS avant de l'utiliser comme moyen de contrôler les émeutes. Peu après, l'armée britannique et la police cessent d'utiliser le gaz CS à Derry.

## Décontamination
Note : toute personne assistant une victime du gaz CS s'expose à ses effets, sauf à porter des protections adéquates (lunettes, masque à gaz, gants imperméables).

### Sur le terrain
Source
1. S'exposer à l'air frais, si possible face au vent, en agitant les bras, vêtements et cheveux, les yeux ouverts (SANS s'aider de doigts, seulement avec les muscles des yeux).
2. NE PAS se frotter les yeux, le nez ou la peau.
3. NE PAS utiliser de corps gras (huiles, baumes, crèmes "hydratantes", etc.) ; leur affinité avec le gaz augmente l'exposition.
4. Rincer les yeux abondamment avec :
  1. solution à 1 % de bicarbonate de sodium, ou
  2. solution à 0,25 % de sel (2,5 ml -- deux petites cuillerées -- par litre), ou
  3. eau propre et fraîche.
5. Changer de vêtements dès que possible. Les vêtements souillés seront lavés à part (Cf.infra).
6. Se doucher au savon (et au borax, si disponible). Laver les cheveux en se penchant pour que le liquide contaminé tombe au sol, puis les zones affectées.

### En établissement médical
Source
1. Traiter le patient dans une zone bien ventilée.
2. Lui retirer ses vêtements, les placer dans un récipient hermétique.
3. Laver le patient à l'eau et au savon.
4. Rincer les yeux abondamment à l'eau ou au liquide physiologique ; les examiner (abrasions de la cornée ?).
5. Les patients en détresse respiratoire sont mis en observation pour bronchospasme ou pneumonie secondaire.
6. Les patients souffrant de maladies respiratoires ou de bronchospasme : oxygène humide, aminophylline, ou sympathomimétiques en inhalation peuvent être nécessaires.

Les symptômes devraient disparaître sous 60 minutes après l'exposition.

#### Lavage des vêtements
Les aérer (une nuit dehors) avant lavage. Lavage séparé, en utilisant un détergent puissant. Séchage à l’extérieur, ou en sèche-linge équipé d'une évacuation vers l'extérieur (sans exposer les piétons et en particulier les enfants).